# Edward FitzGerald (poète)
Pour les articles homonymes, voir Edward FitzGerald et FitzGerald.
Œuvres principales
traduction en anglais des Rubaiyat du poète persan Omar Khayyam

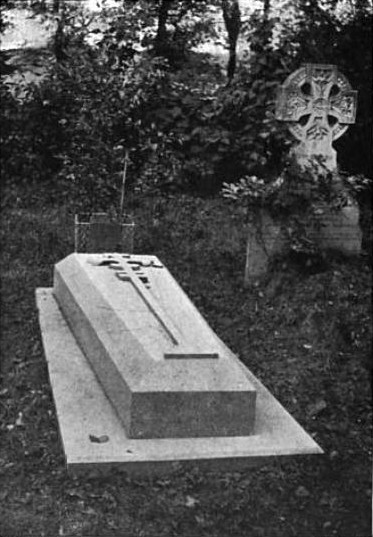
La tombe du poète.

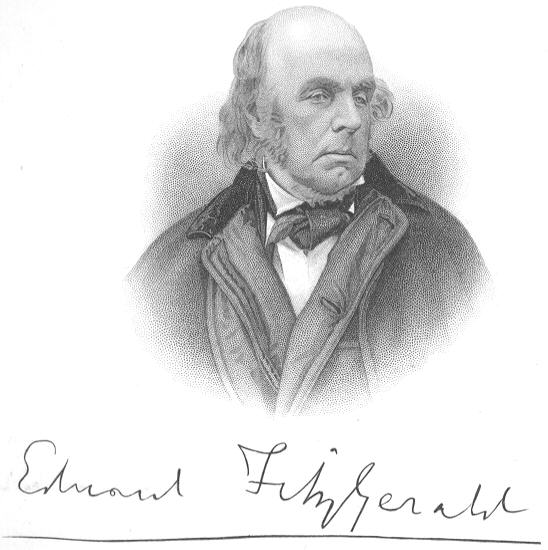
Signature et image d'Edward FitzGerald tirées du frontispice de l'édition 1901 des Lettres d'Edward FitzGerald

Edward FitzGerald, de son vrai nom Edward Purcell (né le 31 mars 1809 à Bredfield et mort le 14 juin 1883), est un poète britannique. Il est surtout connu pour sa traduction en anglais des Rubaiyat du poète persan Omar Khayyam.

## Sa jeunesse
En 1818, son père, John Purcell, adopta le nom et les armoiries de la famille de sa femme, les FitzGerald, l'une des plus riches familles d'Angleterre.
En 1816, la famille partit en France, et se partageait entre Saint-Germain-en-Laye et Paris, mais en 1818, la mort du grand-père maternel les contraignit à rentrer en Angleterre. En 1821, Edward fréquenta l'école de Bury St Edmunds puis en 1826, étudia au Trinity College (Cambridge). Il y fit la connaissance de William Makepeace Thackeray et de William Hepworth Thompson. Quoique la plupart de ses amis fussent membres des Cambridge Apostles, à commencer par Alfred Tennyson, FitzGerald ne fut jamais invité à les rejoindre. En 1830, il retourna à Paris, mais l'année suivante il décida de s'établir dans une ferme sur le champ de bataille de Naseby.
Dégagé des obligations financières, FitzGerald retrouva son Suffolk natal où il vécut tranquillement, sans jamais s'éloigner du comté plus d'une semaine ou deux. Jusqu'en 1835, les FitzGerald vivaient à Wherstead; de 1835 à 1853 le poète habita un cottage sur les terres de Boulge Hall, près de Woodbridge où ses parents avaient déménagé. En 1860, il déménagea de nouveau avec sa famille à Farlingay Hall, où ils demeurèrent jusqu'à ce qu'en 1873, il s’établissent dans la ville de Woodbridge ; enfin, FitzGerald passa ses dernières années dans une maison de cette région, appelée Little Grange. Au cours de toutes ces années, FitzGerald s'occupa de botanique, de musique et de littérature. Ses amis, les Tennyson et Thackeray l'avaient surpassé par leurs réalisations littéraires, et longtemps FitzGerald renonça à rechercher un égal succès. En 1851, il publia son premier ouvrage, Euphranor, un dialogue platonicien inspiré par ses souvenirs de Cambridge. Il fut suivi en 1852 par la publication de Polonius, un recueil de "saws and modern instances", certains de sa muse, le reste emprunté à des classiques anglais peu connus. FitzGerald se mit à l’étude de la poésie espagnole en 1850 à Elmsett, puis poursuivit par celle de la littérature persane à l’Université d'Oxford, sous la direction du Pr Edward Byles Cowell en 1853. Il épousa le 4 novembre 1856 Lucy, la fille du poète quaker Bernard Barton de Chichester, pour exaucer la promesse faite sur son lit de mort à Bernard en 1849. Le mariage devait tourner au désastre, probablement à cause des penchants sexuels d'Edward, car le couple se sépara au terme de quelques mois, malgré une familiarité de plusieurs années.

## Premières œuvres littéraires
En 1853, FitzGerald publia Six pièces de Calderon, traduites librement de l'espagnol. Puis il se consacra à l'Orientalisme scientifique, et en 1856 fit paraître anonymement une version en vers miltoniens du Selman et Absal de Djami. Au mois de mars 1857, Cowell découvrit dans la bibliothèque de l’Asiatic Society de Calcutta un recueil de quatrains en langue perse d’Omar Khayyám, et il l'envoya à FitzGerald. C'est à cette époque que le nom du poète, aujourd'hui si étroitement lié à celui de FitzGerald, apparaît dans sa correspondance : « Hafez et Omar Khayyam ont une résonance de bon aloi. » Le 15 janvier 1859 parut à Londres un recueil anonyme intitulé Les Rubaiyat d’Omar Khayyam ; même parmi les amis de FitzGerald, ce poème ne trouva d'abord aucun écho : bientôt, l'éditeur le fit placer dans le présentoir des livraisons à quatre pence.
Enfin en 1861, le livre trouva un premier critique enthousiaste en la personne de Rossetti ; Swinburne et Lord Houghton suivirent bientôt. Peu à peu, les Rubaiyat gagnèrent en célébrité, mais il faidra attendre 1868 pour les éditeurs réclament une seconde édition, plus complète, à FitzGerald. Entre-temps, il avait publié un Agamemnon (1865) et deux autres pièces de Calderón. En 1880–1881, il publia deux tragédies sur Œdipe à compte d'auteur puis sa dernière œuvre, Readings (1882). Il laissait un manuscrite d'une traduction des Mantic-Uttair d’Attar de Nishapur.

## LesRubaiyatd'Omar Khayyám
À partir de 1859, FitzGerald donna quatre éditions différentes des Rubaiyat (رباعیات عمر خیام) et une cinquième, inachevée  ; trois d'entre elles (la première, la seconde et la dernière) diffèrent sensiblement. Les plus éditées sont la première et la cinquième, et ce sont aussi les plus citées dans les anthologies.

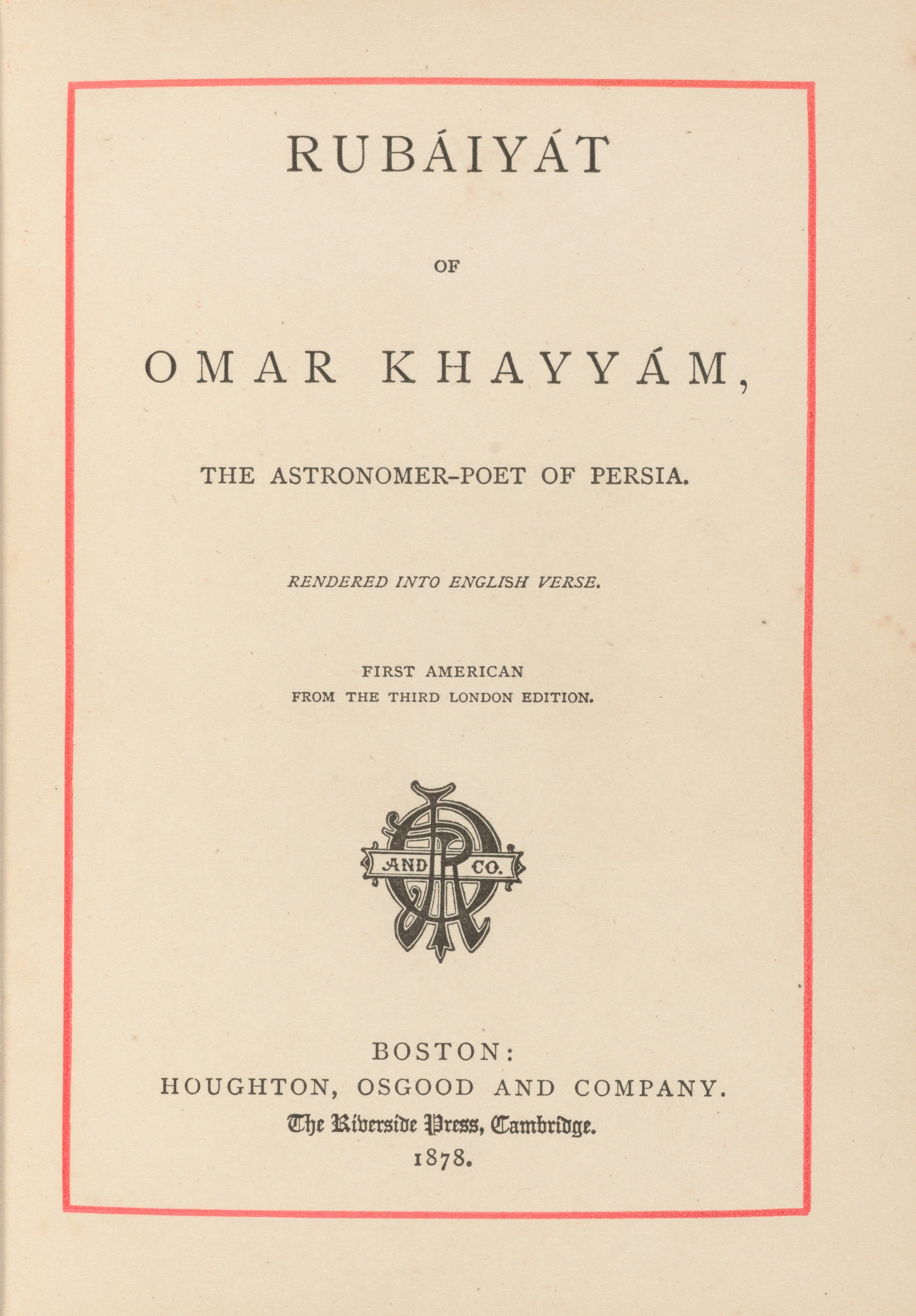
Frontispice de la première édition américaine de la traduction de FitzGerald (1878).

La traduction des Rubáiyát par FitzGerald se distingue par le nombre d'auteurs qui l'ont citée, et à tout propos. Elle reste célèbre, mais connut l'acmé de sa popularité dans la première moitié du XXe siècle, où elle était considérée comme un classique littéraire anglais.
La preuve en est que, des 101 stances que comporte la 5e édition de ce poème, l’Oxford Dictionary of Quotations (2e édition) n'en donne pas moins de 43 stances entières, outre les vers et couplets isolés.
Plusieurs romans empruntent leur titre à cette traduction : citons  The Chequer Board de Nevil Shute, The Fires of Spring de James Michener's ou encore The Moving Finger d’Agatha Christie ; Ah, Wilderness d’Eugene O'Neill n'est pas exactement une citation des Rubáiyát, mais en est clairement inspiré. On trouve aussi de nombreuses allusions dans les nouvelles de O. Henry; Le pseudonyme de Hector Hugh Munro, Saki, y fait aussi référence.
À partir de 1861, FitzGerald se consacra entièrement aux voyages en mer. Au mois de juin 1863 il acheta un yacht, The Scandal, et en 1867 devint copropriétaire d'un lougre voué à la pêche au hareng, le Meum and Tuum. Jusqu'en 1871, il passait ses étés « voguant quelque part autour de Lowestoft. » C'est ainsi que vieillit FitzGerald, entouré de ses livres et de ses fleurs. Il mourut dans son sommeil en 1883, et fut inhumé à Boulge. Il était, selon ses propres mots, « un type oisif, mais dont l'amitié était supérieure à l'amour. » En 1885 il connut un regain de ferveur lorsque Tennyson lui dédia son Tiresias, en des vers inspirés de ceux d’« Old Fitz. »

## Œuvres publiées
- Les Œuvres d’Edward FitzGerald ont été publiées en 1887.
- Letters and Literary Remains (ed. W. Aldis Wright, 1902–1903).
- 'Letters to Fanny Kemble' (ed. William Aldis Wright)
- A comprehensive four-volume collection of The Letters of Edward FitzGerald, edited by Syracuse University English professor Alfred M. Terhune, was published in 1980.